# 파나소닉전공
파나소닉전공 주식회사(パナソニック電工株式会社, Panasonic Electric Works Co., Ltd.)은 파나소닉 그룹 계열사로 조명, 정보기기, 전기, 건축자재, 제어기기 등을 취급하는 회사이다.

## 연혁
- 1918년 마쓰시타전기기구제작소 설립: 배선기구 생산판매 개시
- 1935년 마쓰시타전기주식회사로 분사: 배선기구, 합성수지, 전선관 생산판매
- 1943년 마쓰시타항공공업주식회사로 개칭
- 1945년 마쓰시타전공주식회사로 개칭: 배선기구 생산을 중심으로 전후 복구에 착수
- 1952년 형광등기구 생산
- 1955년 드라이어, 전기면도기 출시
- 1958년 플라스틱 물받이 발매
- 2008년 파나소닉전공주식회사로 개칭

## 같이 보기
- 파나소닉
- 파나소닉전공코리아